# Lil' Flip
Lil' Flip, nome artístico de Wesley Eric Weston Jr, (Houston, Texas, 3 de Março de 1981) é um rapper norte-americano.

## História
Em meio ao cenário do rap underground de Houston, Lil' Flip despontou de forma rápida e próspera, depois de seu álbum independente The Leprechaun atraiu audiência nacional, proporcionado ao jovem rapper um contrato com a Universal Records.
Também chamado de rei do freestyle, Flip era um adolescente quando atraiu atenção de DJ Screw, que o inseriu no grupo de rap Screwed Up Click. A afiliação trouxe respeito imediato para Flip, que se tornou conhecido em todo o Texas e na maior parte do sul dos Estados Unidos. Seu álbum The Leprechaun aproveitou o embalo, e vendeu bastante, o que impressionou, devido ao álbum ser lançado de forma independente.
O sucesso fez com que o jovem de vinte anos na época assinasse um contrato com a Universal Records em 2002, lançando o álbum Undaground Legend no fim do ano. Impulsionado pelo seu single principal, "The Way We Ball", além do remix de "I Can Do Dat", um hit de seu álbum anterior, o álbum atraiu a atenção nacional e o colocou em um estágio de um dos rappers mais promissores do Sul.
Dois anos depois, Flip volta a cena com o álbum duplo U Gotta Feel Me. O trabalho produziu vários hits como "Game Over (Flip)" e "Sunshine", solidificando seu status a nível nacional. Com a fama, também veio a competição com T.I., pela coroa de rei do sul. Flip manteve a fidelidade de seu público, através de várias mixtapes, sendo a série "Freestyle Kings", a mais conhecida. O sexto volume da série foi lançado em 2005. Flip lançou seu segundo álbum pela Sony, I Need Mine, em 2007.

## Discografia

### Álbuns
- 2000 - The Leprechaun
- 2002 - Undaground Legend
- 2004 - U Gotta Feel Me
- 2007 - I Need Mine
- 2010 - Ahead of My Time
- 2013: The Black Dr. Kevorkian
- 2015: The Boss
- 2016: The Art of Freestyle
- 2018: King
- 2018: Life
- 2019: The Art of Freestyle 2
- 2019: The Music Machine
- 2020: Feelings
- 2020: No Feelings
- 2020: The Leprechaun 2

### Colaborações
- 2005 - Kings of the South (com Z-Ro)
- 2006 - Connected (com Mr. Capone-E) (trilha sonora)
- 2007 - Still Connected (com Mr. Capone-E)
- 2008 - All Eyez on Us (com Young Noble)
- 2009 - Certified (com Gudda Gudda)

### Coletâneas
- 2007 - We Got Next: Lil' Flip Presents Clover G Records

## Singles

### Solo
| Ano  | Canção                                   | Gráfico de posições | Gráfico de posições | Gráfico de posições | Álbum             |
| Ano  | Canção                                   | U.S. Hot 100        | U.S. R&B            | U.S. Rap            | Álbum             |
| ---- | ---------------------------------------- | ------------------- | ------------------- | ------------------- | ----------------- |
| 2000 | "I Can Do Dat"                           | –                   | -                   | –                   | The Leprechaun    |
| 2002 | "The Way We Ball"                        | –                   | 59                  | –                   | Undaground Legend |
| 2004 | "Game Over (Flip)"                       | 15                  | 8                   | 1                   | U Gotta Feel Me   |
| 2004 | "Sunshine" (feat. Lea)                   | 2                   | 2                   | 2                   | U Gotta Feel Me   |
| 2005 | "What It Do" (feat. Mannie Fresh)        | –                   | 71                  | –                   | I Need Mine       |
| 2007 | "Ghetto Mindstate" (feat. Lyfe Jennings) | –                   | 65                  | –                   | I Need Mine       |

### Participações em singles
| Ano  | Canção | Gráfico de posições | Gráfico de posições | Gráfico de posições | Álbum                   |
| Ano  | Canção | U.S. Hot 100        | U.S. R&B            | U.S. Rap            | Álbum                   |
| ---- | --- | ------------------- | ------------------- | ------------------- | ----------------------- |
| 2003 | "Like a Pimp" (David Banner feat. Lil Flip)                                                                           | 48                  | 15                  | 10                  | Mississippi: The Album  |
| 2003 | "Tear It Up" (Yung Wun feat. DMX, Lil Flip, & David Banner)                                                           | 71                  | 42                  | 21                  | The Dirtiest Thirstiest |
| 2003 | "Ridin' Spinnas" (Three 6 Mafia feat. Lil Flip)                                                                       | –                   | 62                  | –                   | Da Unbreakables         |
| 2003 | "Never Really Was" (Mario Winans feat. Lil' Flip                                                                      | -                   | 90                  | -                   | Hurt No More            |
| 2004 | "Balla Baby (remix)" (Chingy feat. Lil Flip & Boozie)                                                                 | 20                  | 17                  | 7                   | Powerballin'            |
| 2005 | "Turn It Up" (Chamillionaire feat. Lil Flip)                                                                          | 41                  | 31                  | 9                   | The Sound of Revenge    |
| 2005 | "Draped Up (remix)" (Bun B feat. Lil Keke, Slim Thug, Chamillionaire, Paul Wall, Mike Jones, Aztek, Lil Flip, & Z-Ro) | –                   | 45                  | –                   | Trill                   |
| 2008 | "Joyride" (Smoothvega feat. Lil Flip)                                                                                 | 91                  |                     | 102                 | 3.10.85                 |

### Trilhas sonoras
- Blade: Trinity.."Game Over"
- The Marine.."Sunshine"
- 2 Fast 2 Furious .."Rollin On 20'S"

## Filmografia

### Televisão
- 2007 - Las Vegas

### Filmes
- 2001 - Ace-Town Mob com Lil Troy
- 2007 - Crown Me
- 2007 - Connected (com Mr. Capone-E)

### Videoclipes
- 2000 - "I Can Do That" The Leprechaun
- 2002 - "The Way We Ball" Undaground Legend
- 2004 - "Game Over" U Gotta Feel Me
- 2004 - "Sunshine" U Gotta Feel Me
- 2006 - "What It Do" I Need Mine
- 2006 - "I'm A Balla" I Need Mine
- 2007 - "Ghetto Mindstate" I Need Mine
- 2007 - "I Get Money" I Need Mine